# Occidozyga lima
Occidozyga lima é uma espécie de anfíbio da família Ranidae.
Pode ser encontrada nos seguintes países: Bangladesh, Camboja, China, Hong Kong, Índia, Indonésia, Laos, Malásia, Myanmar, Tailândia, Vietname e possivelmente em Nepal.
Os seus habitats naturais são: campos de gramíneas de baixa altitude subtropicais ou tropicais sazonalmente húmidos ou inundados, rios, pântanos, lagos de água doce intermitentes, marismas de água doce, marismas intermitentes de água doce, lagoas, terras irrigadas, áreas agrícolas temporariamente alagadas e canals e valas.